# Armageddon's Evolution
Armageddon's Evolution è il secondo album in studio del gruppo musicale blackened death metal polacco Crionics, pubblicato nel 2004 dalla Candlelight Records e nel 2005 dalla Empire Records.

## Tracce
1. Arrival of Non-parallel Aeons - 4:38
2. Final Inversion - 3:17
3. Armageddon's Evolution - 4:42
4. Chant of Rebel Angels (intro) - 1:47
5. FFF (Freezing Fields of InFinity) - 4:50
6. Xenomorphized Soul Devoured - 5:27
7. Disconnected Minds - 5:31
8. Celestial Interference - 5:56
9. Dept. 666 (feat. Adrian "Covan" Kowanek) (bonus track) - 7:07
10. Black Manifest (The Sermon to the Masses) - 4:19
11. The Loss and Curse of Reverence - 6:09 (Bonus, Emperor cover)
12. Total Blasphemy - 3:54 (Bonus)

## Formazione
- Michał "War-A.N" Skotniczny - chitarre, voce
- Markus "Marcotic" Kopa - basso
- Maciej "Darkside" Kowalski - batteria
- Wacław "Vac-V" Borowiec - tastiere